# Michael Luther

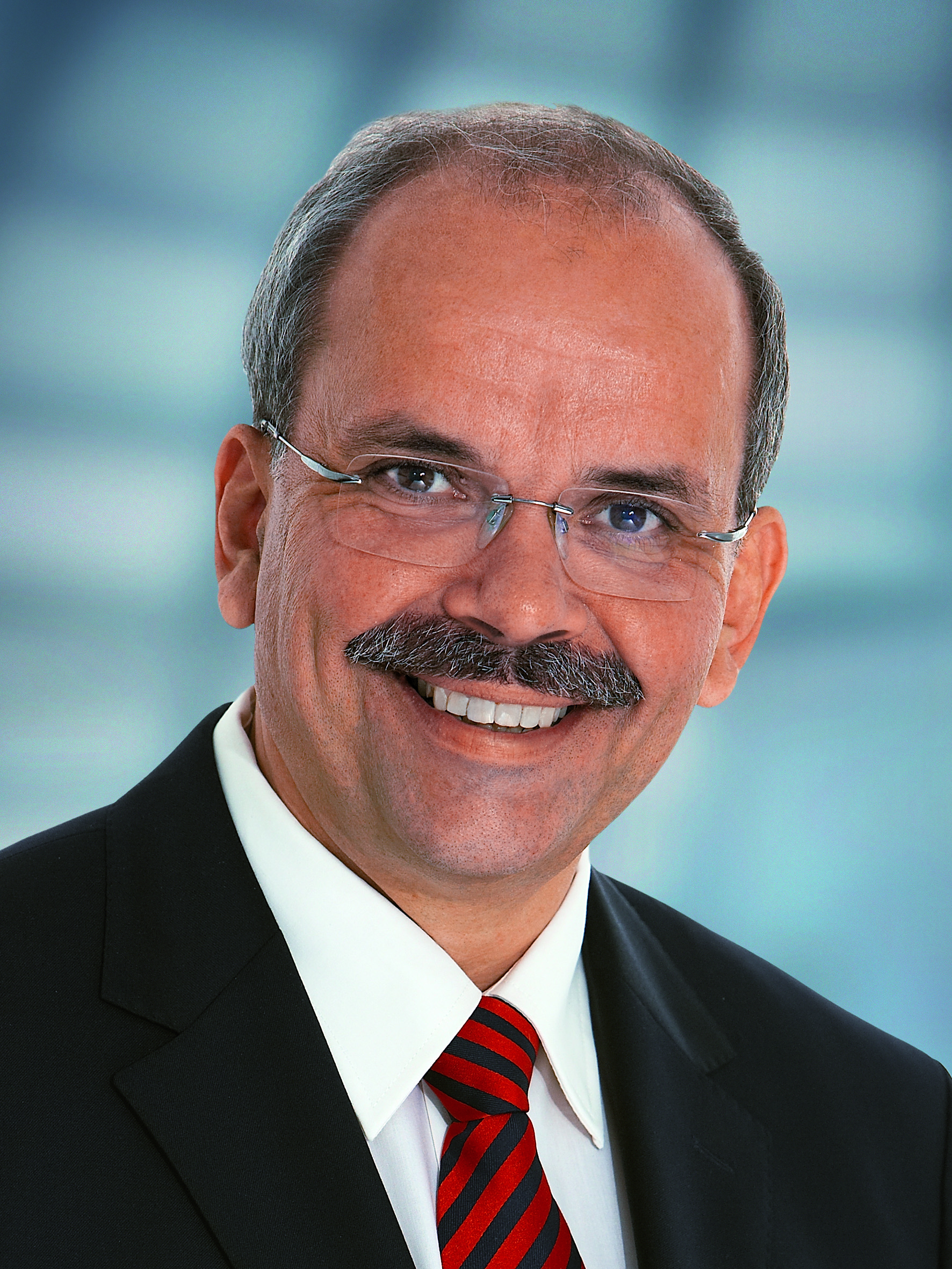
Michael Luther (2009)

Michael Andreas Luther (* 27. September 1956 in Zwickau) ist ein deutscher Politiker (CDU), der von 1990 bis 2013 dem Deutschen Bundestag angehörte. Er war seit 2000 Vorsitzender der Landesgruppe Sachsen der CDU/CSU-Bundestagsfraktion und von 1998 bis 2000 stellvertretender Vorsitzender der CDU/CSU-Fraktion. 

## Leben und Beruf
Nach dem Abitur 1974 in Zwickau leistete Luther seinen freiwillig um achtzehn Monate verlängerten dreijährigen Wehrdienst bei der Nationalen Volksarmee ab und begann anschließend ein Studium an der Technischen Hochschule Karl-Marx-Stadt, welches er 1982 als Diplom-Ingenieur für Angewandte Mechanik beendete. Danach war er als Assistent an der TH Karl-Marx-Stadt tätig. 1987 erfolgte hier seine Promotion (Dissertation A) zum Dr.-Ing. mit der Arbeit „Eine thermomechanische Konzeption der Deformationsgesetze in Standardform und deren Anwendung auf das Feldproblem“. Anschließend war Luther bis 1989 als wissenschaftlicher Mitarbeiter am Lehrstuhl für Mathematik und danach am Lehrstuhl für Technische Mechanik an der Technischen Hochschule Zwickau tätig. 
Michael Luther ist katholisch, verheiratet und hat drei Kinder.

## Politik
Luther trat im November 1989 in die damalige CDU der DDR ein.
Luther gehörte von März bis Oktober 1990 der ersten frei gewählten Volkskammer der DDR an und war dort Parlamentarischer Geschäftsführer der CDU/DA-Fraktion. 
Seit Dezember 1990 war er Mitglied des Deutschen Bundestages. Er war von Oktober 1998 bis Februar 2000 stellvertretender Vorsitzender der CDU/CSU-Bundestagsfraktion und seit Oktober 2000 Vorsitzender der Landesgruppe Sachsen in der CDU/CSU-Fraktion. Von 1994 bis 2010 war Luther Vorsitzender des Kreisverbandes Zwickau der CDU.
Michael Luther ist stets als direkt gewählter Abgeordneter des Wahlkreises Zwickau (bis 2002 Zwickau – Werdau und bis 2009 Zwickauer Land – Zwickau) in den Bundestag eingezogen. Bei der Bundestagswahl 2005 erreichte er 34,6 % der Erststimmen; bei der 2009 dann 38,8 %. Auf eine erneute Nominierung als Kandidat für die Bundestagswahl 2013 verzichtete er aus persönlichen Gründen.
Als Kommunalpolitiker im Kreistag des Landkreises Zwickau und im Zwickauer Stadtrat ist er weiterhin aktiv.

## Ehrungen
- 2009: Verdienstkreuz am Bande der Bundesrepublik Deutschland